# Tê giác trắng phương nam
Tê giác trắng phương nam (Danh pháp khoa học: Ceratotherium simum simum), là một trong hai phân loài của tê giác trắng. Nó là phân loài phổ biến nhất và phổ biến rộng rãi của các loài tê giác (phân loài kia là tê giác trắng phương Bắc). Tính đến cuối tháng 12 năm 2007, tổng số lượng cá thể được ước tính khoảng 17.460 con tê giác trắng miền Nam trong tự nhiên, làm cho chúng đến nay là các phân loài phong phú nhất của loài tê giác trên thế giới. Tê giác trắng phương nam sống tại vùng thuộc Cộng hòa Nam Phi và Zambia. Phân loài tê giác trắng phương nam còn 20.000 con trên toàn thế giới. Phần lớn tê giác được nuôi ở các sở thú ngày nay là tê giác trắng phương Nam.
Nam Phi là thành trì cho phân loài này (93.0%) hiện đang bảo tồn đến 16.255 cá thể trong tự nhiên vào năm 2007. Tuy nhiên, điều tra số lượng đầu con hiện tại từ trang web chính thức của dự án Giải cứu tê giác (Save the Rhino) tiết lộ rằng có 20.405 con tê giác trắng miền Nam kể từ năm 2013. Vào thời điểm năm 2005, tại Cộng hòa Nam Phi có số lượng tê giác trắng miền nam (Ceratotherium simum simum) với quần thể khoảng 11.000 con, làm cho chúng là phân loài tê giác phổ biến nhất trên thế giới. Tê giác trắng phương nam hiện cũng ở tình trạng nguy cấp với tần suất bị giết hại bởi các tay săn trộm lên tới 3 cá thể/ngày, chúng đôi khi còn được gọi là tê giác trắng Nam Phi hay tê giác Nam Phi do có nguồn gốc từ miền Nam châu Phi và hiện nay phân bố tập trung nhiều ở quốc gia Nam Phi.

## Phân loài
Tê giác trắng miền Nam không phải là phân loài chỉ định mà được đặt tên khoa học là Ceratotherium simum simum bởi một nhà thám hiểm người Anh có tên là William John Burchell trong thập kỷ 1810. Đây là phân loài tê giác có rất nhiều cái tên liên quan và tranh cãi chính thức về tên chính cho phân loài này vì nhiều người cùng nghiên cứu về nó. Những cái tên khác cũng đã được đề xuất cho các phân loài tê giác phân bố ở phía miền nam này, cụ thể là các phân loài này còn được gọi là tê giác Burchell (Ceratotherium simum burchellii) được đặt ra ngay sau khi William John Burchell có công phát hiện ra chúng.
Một tên gọi khác chỉ về phân loài tê giác trắng miền Nam này là tê giác Oswell (Ceratotherium simum oswellii) cũng được đặt ra ngay sau khi một nhà sinh vật có tên là William Cotton Oswell cũng có phát hiện tương tự. Tuy nhiên, tất cả chúng được coi là tên đồng nghĩa với tên khoa học ban đầu của nó. Cái tên gọi tê giác Kiaboaba (Ceratotherium simum kiaboaba hoặc Rhinoceros kiaboaba), còn gọi là tê giác sừng thẳng đã được đề xuất như là một giống loài khác nhau được tìm thấy gần hồ Ngami và phía bắc của sa mạc Kalahari. Tuy nhiên, nó đã được phát hiện ra rằng chỉ là một con tê giác trắng miền nam trên thực tế.
Sau khi có khái niệm phát sinh loài, người ta đã đặt vấn đề về danh pháp hợp lệ của phần loài này, những nghiên cứu gần đây vào năm 2010 mới nhất cho ra kết quả và người ta đã đề nghị răng phân loài tê giác trắng miền nam và phân loài tê giác trắng miền bắc có thể là các loài khác nhau chứ không phải là cùng một phân loài của tê giác trắng, trong trường hợp này sẽ có tên khoa học chính xác cho các phân loài ở miền bắc có tên là Ceratotherium cottoni và sau này, phân loài tê giác trắng miền Nam nên bởi biết đến đơn giản Ceratotherium simum. Sự khác biệt về hình thái học và di truyền một cách rõ rệt cho thấy hai loài được đề xuất đã phân ly được ít nhất một triệu năm. Tuy nhiên vì phân loài miền Bắc đã tuyệt chủng do đó những đề xuất này chưa được xem xét.

## Đặc điểm

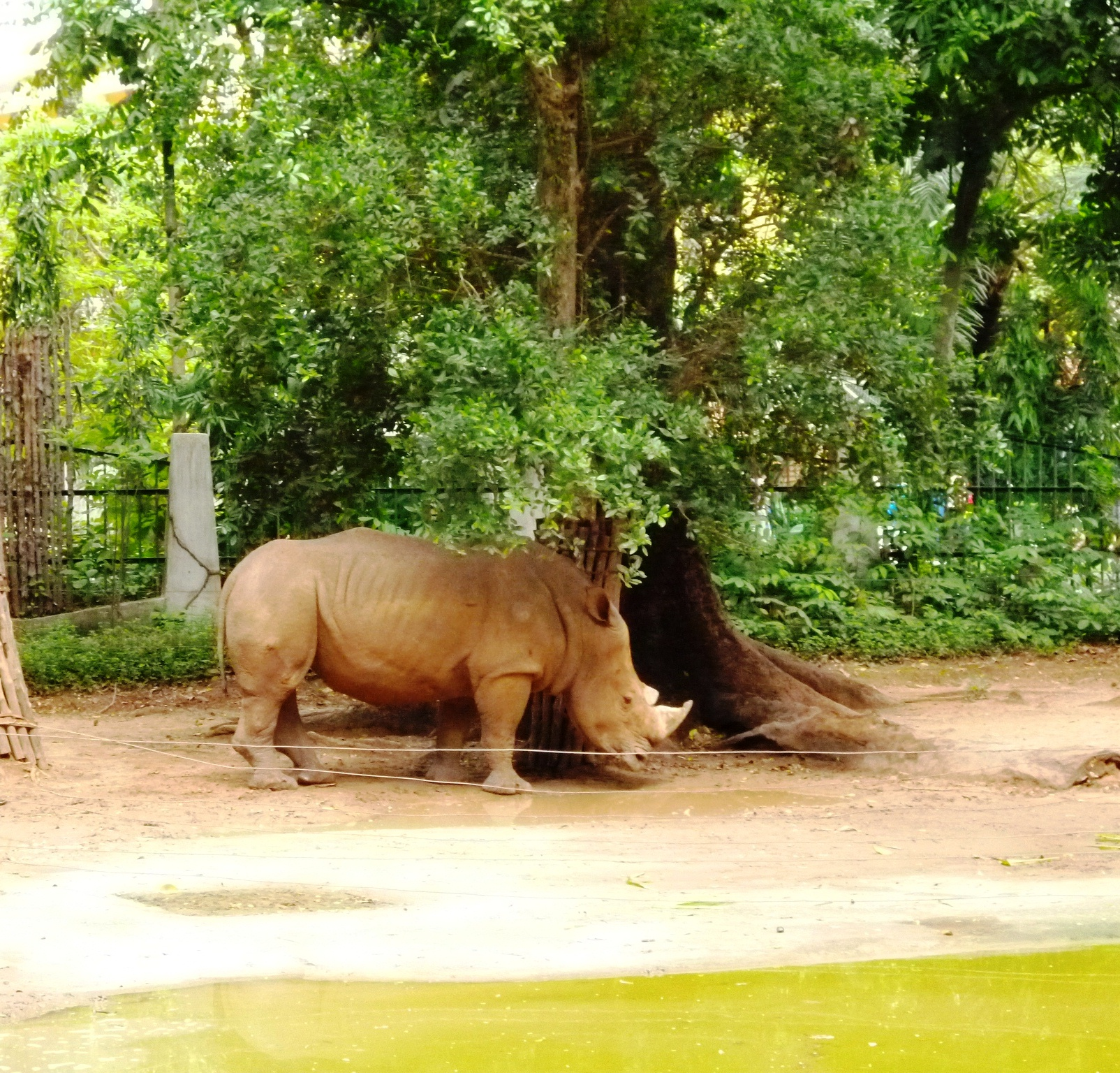
Tê giác trắng miền nam tại Thảo cầm viên Sài Gòn

Tê giác trắng khác với tê giác đen ở hình dạng miệng của chúng – ở tê giác trắng thì miệng của chúng rộng hơn để gặm được nhiều cỏ; theo một giả thuyết thì thuật ngữ "White" (trắng) trong tiếng Anh thực sự có nguồn gốc từ tiếng Afrikaan "weit", có nghĩa là 'rộng'. Da của tê giác trắng có màu hoàn toàn tương tự như của tê giác đen. Tê giác trắng cũng có một bướu rõ nét ở phía sau cổ của nó để giữ được cái đầu to lớn. Mỗi chân của tê giác trắng có ba ngón. Chúng đôi khi được gọi là tê giác môi vuông do môi lỗi ra của chúng để hỗ trợ việc gặm các loại cỏ ngắn ở các vùng xavan. Chúng có khả năng đi 4 đến 5 ngày mà không cần nước uống.
Tê giác trắng phía Nam là một trong những động vật trên cạn lớn nhất và nặng nhất trên thế giới. Nó có một cơ thể to lớn và cái đầu to, một cổ ngắn và ngực rộng. Con cái nặng 1.700 kg (£ 3700) và con đực nặng 2.300 kg (£ 5100). Chiều dài đầu và thân thể là 3,4–4 m (11,2-13,1 ft) và chiều cao của vai 160–186 cm (5.25- 6.10 ft). Trên mõm của nó có hai cái sừng. Sừng phía trước là lớn hơn so với sừng khác, trung bình 60 cm (24 in) chiều dài và có thể đạt tới 150 cm (59 in). Con cái thường dài hơn nhưng mỏng hơn sừng hơn con đực mà là lớn hơn nhưng ngắn hơn.
Tê giác trắng miền nam cũng có một cái bướu cơ bắp nổi bật hỗ trợ đầu tương đối lớn của nó. Màu sắc của con vật này có thể dao động từ màu nâu vàng với màu xám đá phiến. Hầu hết lông trên cơ thể của nó được tìm thấy trên các rìa tai và lông đuôi, phần còn lại được phân phối khá thưa thớt hơn phần còn lại của cơ thể. Con tê giác trắng miền Nam có miệng rộng phẳng biệt được sử dụng để gặm cỏ. Tê giác trắng miền Nam sống ở vùng đồng cỏ và thảo nguyên của miền nam châu Phi, từ Nam Phi đến Zambia. Khoảng 98,5% của tê giác trắng phía Nam sinh sống trong năm quốc gia (Nam Phi, Namibia, Zimbabwe, Kenya và Uganda).

## Tình trạng

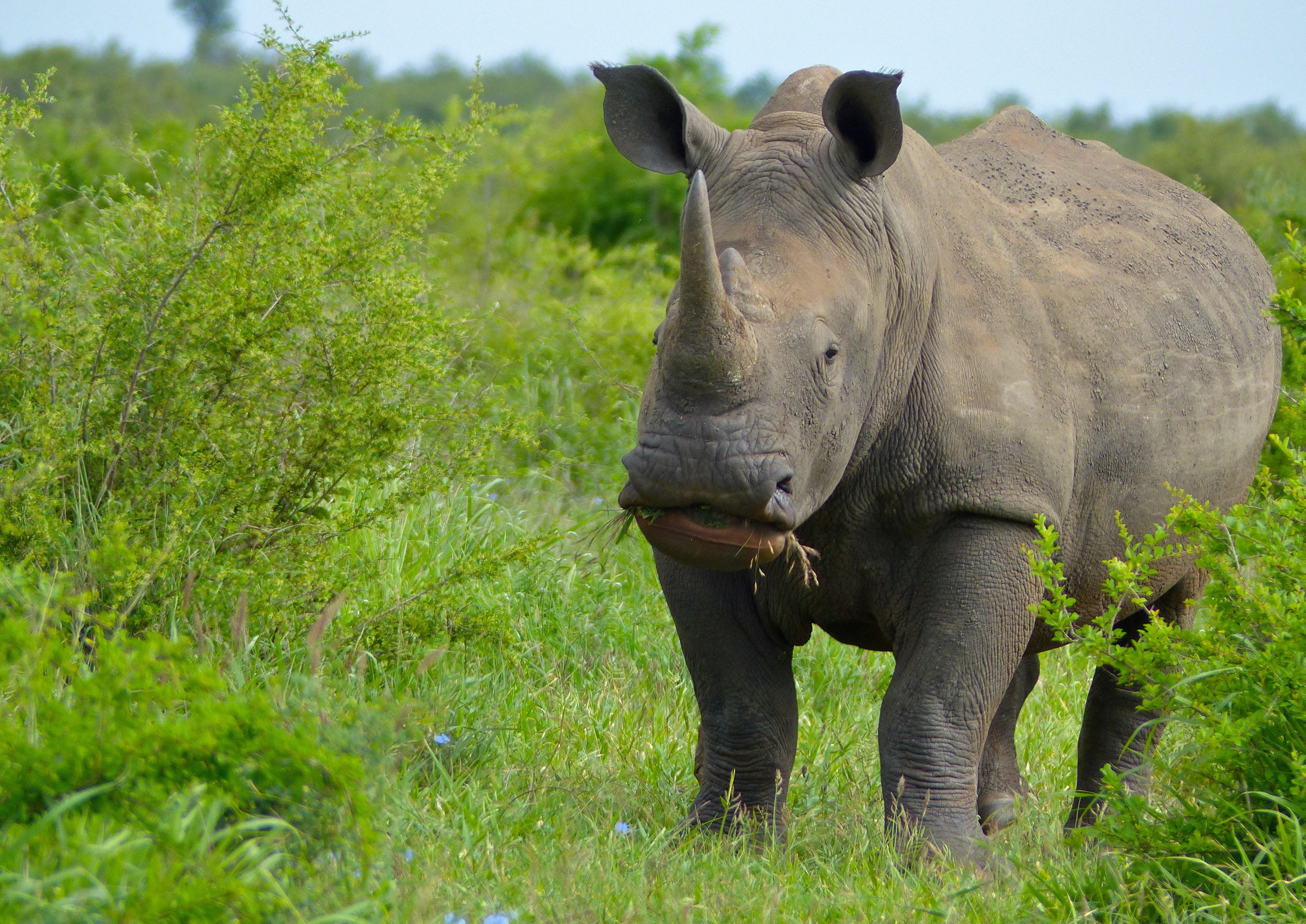
Một con tế giác trắng miền Nam trong tự nhiên

Tê giác trắng phương nam là một trong những loài nguy cấp nhất. Các loài đã gần như tuyệt chủng chỉ với ít hơn 20 cá thể duy nhất còn lại trong một khu bảo tồn ở Nam Phi vào đầu thế kỷ 20, cuối thế kỷ 19, các nhà khoa học cho biết số tê giác trắng chỉ còn khoảng 30 con. Các quần thể nhỏ tê giác trắng đã dần dần hồi phục trong những năm qua, đã tăng lên đến 840 cá thể trở lại trong những năm 1960 đến năm 1980. Tuy nhiên, vào năm 1968, việc săn bắn loài tê giác trắng đã được hợp pháp hoá đó đe dọa các loài đang bị đe dọa.
Hầu như ở các khía cạnh của sự tuyệt chủng trong thế kỷ 20, những con tê giác trắng phía Nam đã thực hiện một sự trở lại rất lớn, nhờ những biện pháp bảo tồn hiệu quả mà số lượng loài này ngày nay có thể khoảng 17.000 con. Năm 2001, người ta ước tính rằng đã có 11.670 con tê giác trắng trong tự nhiên ở miền nam châu Phi với hơn 777 cá thể trong điều kiện nuôi nhốt trên toàn thế giới, làm cho nó tê giác trắng miền Nam phổ biến nhất trên thế giới.
Đến cuối năm 2007, số tê giác trắng miền Nam sống hoang dã đã tăng lên khoảng 17.480 cá thể. Trong năm 2013, có số lượng khoảng 20.405 con tê giác trắng miền nam hoang dã. Tê giác trắng miền Nam được liệt kê như gần bị đe dọa, mặc dù nó là chủ yếu bị đe dọa do mất môi trường sống, săn bắn liên tục trong những năm gần đây, nhu cầu bất hợp pháp cao cho sừng tê giác cho mục đích thương mại và y học cổ truyền Trung Quốc và tê giác trắng phương Bắc đang có nguy cơ tuyệt chủng, khi chỉ còn 2 cá thể cái còn sống ở châu Phi.
Tại Botswana quan tâm rất nhiều đến số phận loài tê giác. Gần đó, tại công viên Quốc gia Kruger ở Nam Phi, mỗi ngày đều có ba đến bốn con tê giác bị săn trộm. Và có một sự trớ trêu cay đắng với những vụ giết hại này là các con tê giác bị giết để đáp ứng nhu cầu ở Việt Nam. Quần thể tê giác Châu Phi đã từng suy giảm nhanh chóng vào những năm 1980 do thiếu nguồn lực và hoạt động bảo vệ chưa đủ. Tê giác trắng miền Nam đã được phục hồi từ một quần thể rất nhỏ nhờ tăng cường bảo vệ từng khu vực khi thiếu kinh phí hoạt động trên diện tích rộng lớn. Tuy nhiên quần thể tê giác trắng ở Nam Phi và Swaziland được phép săn bắt theo hình thức Trophy Hunting (săn bắn giải trí và được giữ như chiến lợi phẩm sau khi săn bắn).

## Chăm sóc
Những quy tắc khi xây chuồng nuôi tê giác thường tham khảo theo tài liệu của Hiệp hội sở thú và bể nuôi cá châu Âu (EAZA). Các quốc gia khác nhau có luật quy định rõ ràng về không gian mỗi khu trưng bày ngoài trời đối với động vật. Những quy tắc chăm sóc tê giác ở ngoài trời thì cần tính toán chiều cao hợp lý của rào chắn tại các khu tê giác để bảo đảm an toàn cho du khách khi tham quan sở thú. Nếu hai con tê giác cái cùng sinh hoạt trong một khu vực tham quan, sở thú phải bảo đảm không gian đủ rộng và các địa hình đa dạng, như đồi cao, đảo giả, nơi để trốn, các khu cho ăn riêng để thú vận động nhằm giảm stress. Diện tích không gian chuồng nuôi, xây dựng bể nước đáp ứng sở thích ngâm mình của tê giác là một số nguyên tắc cần chú ý khi chăm sóc tê giác ở các sở thú, công việc hàng ngày là kiểm tra sức khoẻ tê giác, cho chúng ăn và theo dõi điều kiện môi trường sống hàng ngày, và đắp bùn lên cơ thể tê giác. 
Thách thức lớn nhất trong xây dựng cơ sở nuôi tê giác là lựa chọn chất liệu lát nền và xây các hồ nước để đáp ứng nhu cầu ngụp lặn của chúng. Khó khăn tiếp theo là việc phối giống, do chúng thường hung hăng để cạnh tranh với nhau khi ve vãn đối tượng. Do vậy, việc thiết kế chuồng nuôi cần tránh những rủi ro tê giác bị chấn thương nghiêm trọng và có thể sinh sản thành công. Không phải con cái nào cũng chấp nhận ở quá gần một con cái khác. Tuy nhiên, một số sở thú có xu hướng nuôi nhiều hơn một con cái trong cùng một khu triển lãm. Bề mặt chuồng là điều quan trọng nhất khi nuôi nhốt tê giác một sừng. Các sở thú cần chọn những chất liệu để tránh làm trầy da của con vật, đặc biệt nếu chúng thích dành phần lớn thời gian nằm trong chuồng, tốt nhất là sử dụng nguyên liệu là gỗ dăm, nhưng không nên dùng gỗ từ cây thông hoặc những cây có tiết dầu etheric gây kích ứng da.
Kích cỡ chuồng nuôi phải được tính toán quan trọng dựa trên điều kiện khí hậu. Ở những vùng mà điều kiện thời tiết không cho phép con vật hoạt động ngoài trời quá lâu, chuồng nuôi phải đủ lớn để bảo đảm những hoạt động yêu thích của con vật có thể diễn ra ngay tại đây, phần lớn sở thú đều có một chuồng nuôi riêng như khu vực cách ly, là nơi mà con vật sinh con, hoặc dành cho những con thú mới đưa về, hay lúc con thú bị bệnh. Bể chứa nước cần chứa một lượng đủ lớn. Nếu nhiều sở thú dự định để khách tham quan tê giác trong chuồng (tức phần lớn thời gian của con vật là ở trong nhà) thì bể chứa phải duy trì lượng nước 150-200 lít và bể cần được thay nước định kỳ, do tê giác đã tự uống nước từ khi còn nhỏ nên bể chứa không nên xây quá cao..
Không thể thiếu với loài tê giác chính là khu vực cho chúng ngụp lặn. Trong môi trường hoang dã, đặc biệt vào những mùa nóng, tê giác thường lặn sâu dưới hồ trong nhiều giờ liền. Các sở thú cần phải lưu ý đặc điểm này khi xây chuồng nuôi nhốt. Phần lớn tê giác ở sở thú xem việc ngâm mình là thời gian để nghỉ ngơi. Hồ nước trong sở thú thường nông hơn so với hồ thực bên ngoài tự nhiên. Nhiệt độ lý tưởng của nước là khoảng 22 độ C. Hồ cần có hệ thống lọc, do tê giác thường thải phân khi chúng ngâm mình. Bãi ngâm bùn là nơi được yêu thích nhất đối với loài tê giác. Các sở thú khi xây dựng khu vực này cần đảm bảo nó không quá dính để tránh làm một con tê giác non kẹt lại.
Tê giác sẽ tự đào một khu riêng để chúng ngâm bùn. Việc vệ sinh khu này là điều khó khăn, do tê giác thích tiểu tiện và thải phân mỗi lần ngâm mình. Do vậy, sở thú cần dọn vệ sinh định kỳ. Cũng như các chuồng nuôi trong nhà, mỗi khu nhốt tê giác ngoài trời cần có các hồ nước sâu tối thiểu 90 cm. Độ sâu có thể nhiều hơn do tê giác thường thích lặn hoàn toàn dưới nước vào những ngày nóng. Vào mùa đông hoặc khi trời lạnh, tê giác sẽ không sử dụng các hồ nước này. Do vậy, nhân viên sở thú sẽ tát cạn nước trong hồ và lấp đầy bằng các vật liệu khác. Cũng như bãi ngâm bùn, hồ nước cần vệ sinh định kỳ để dọn sạch các chất thải của tê giác. Bùn là yếu tố quan trọng để duy trì độ ẩm trên da tê giác. Tuy nhiên, khi chúng lặn xuống sâu và ngoi lên, bùn không bao phủ được phần cổ. Những lúc này, nhân viên vườn thú sẽ dùng bùn đắp lên người tê giác.

## Các vườn thú

### Trên thế giới
Vườn thú Woburn Safari là vườn thú hoang dã ở vùng Bedforshire do Công tước thành lập năm 1970, là safari lâu đời thứ 2 ở nước Anh. Hiện nay, vườn thú không chỉ nổi tiếng là điểm tham quan tìm hiểu đời sống hoang dã của người dân Anh và các du khách, nó được quốc tế ghi nhận nhờ vào những đóng góp trong công tác bảo tồn các loài động vật bị đe doạ. Woburn safari đang nuôi một số con tê giác trắng phương Nam cả đực lẫn cái. Cuối năm 2009, Woburn safari đã nhập thêm hai con tê giác trắng cái từ Nam Phi để tăng cường trong nỗ lực nhân giống tê giác. Hiện tại, vườn thú đang có một con đực tên Kai, 14 tuổi và được các nhà khoa học của Woburn kỳ vọng.
Về đêm, tê giác ở Woburn Safari được đưa vào một khu nhà tê giác. Công trình này được xây dựng vào năm 2009, với diện tích rộng rãi và cho phép tê giác có thể sống theo bầy giống như trong môi trường tự nhiên, diện tích khu chăn thả hơn 40 acres (hơn 16 hecta). "Đây có thể là cơ sở nuôi tê giác tốt nhất thế giới. Nó giống như ngôi nhà chung và 4 khu vực của "nhà chung" được thiết kế sàn bằng những chất liệu khác nhau, như bê tông, cao su, gỗ dăm... Cơ sở còn có phòng thú y để sẵn sàng trong những tình huống cần thiết, công trình này được thiết kế đặc biệt để quản lý các con tê giác đực, một điểm quan trọng trong nỗ lực kích thích giao phối tự nhiên giữa loài tê giác. Những con đực có xu hướng cạnh tranh với nhau để thu hút sự chú ý từ con cái.

### Ở Việt Nam
Tại Thảo Cầm Viên Sài Gòn có nuôi 5 cá thể tê giác, nhưng một trong số các cá thể này có biểu hiện bị vạt sừng một cách khác thường, tại nơi đây có hiện tượng sừng tê giác bị mòn được cho là do chúng bị mài lấy sừng đem bán. Một con tê giác trắng tại Thảo Cầm Viên Sài Gòn có biểu hiện bị vạt sừng một cách khác thường xuất hiện trên nhiều kênh thông tin, những hình ảnh cho thấy, sừng con tê giác trắng tại Thảo Cầm Viên bị khuyết, vạt 2 bên tạo ra những nghi vấn con tê giác này bị cưa sừng, chiếc sừng của 1 trong 5 cá thể tê giác đã bị mài vẹt khá nhiều, khá rõ so với sừng của những con tê giác còn lại
Trước những hình ảnh sừng tê giác bị vạt bất thường và những nghi vấn đặt ra, đại diện công ty Thảo Cầm Viên Sài Gòn giải thích do điều kiện chuồng trại và gốc cây chứ nhân viên của công ty không mài lấy sừng đem đi bán lấy tiền, theo giải thích của cán bộ quản lý thì tê giác có đặc tính tự mài sừng, do đó sừng có dấu vết giống như bị mài, có một con tê giác rất thích mài chiếc sừng nhỏ phía sau vào các vật cứng nên chiếc sừng này thường bị trầy xước. Thảo Cầm Viên khẳng định việc quản lý sản phẩm động vật ở nơi này rất chặt chẽ, không ai có thể thực hiện được việc lấy sừng đem bán.
Sừng là dấu hiệu để biểu hiện sức mạnh của tê giác, đó cũng là vũ khí nên con vật có những thao tác chăm sóc, bằng việc mài vào những vật như đá, gốc cây, sừng con tê giác đang nuôi ở Thảo Cầm Viên bị khuyết là do trong chuồng có những chỗ bảo vệ những gốc cây tránh con vật phá hư sừng, trên đó có một số đai sắt, con vật mài sừng đúng đai sắt nên bị khuyết, về điều kiện sừng thì tê giác có thể mài vào bất cứ thứ gì nên bị hư hỏng và không quá chú trọng quá việc đó, cứ để nó phát triển tự nhiên. Sừng tê giác bị cụt là do nó tự cọ xát, tự mài mòn, không có sự tác động của con người, lãnh đạo Thảo Cầm Viên cho rằng sự mài mòn sừng đối với tê giác kiểu như vậy là không hiếm.
Tổ chức Cứu trợ hoang dã Việt Nam với nhiều năm nghiên cứu tê giác lại cho rằng, vết vạt của tê giác ở Thảo Cầm Viên không bình thường, không tự nhiên, nó quá phẳng, rất khó để con tê giác có thể tự mài phẳng như vậy và cần có sự vào cuộc của các cơ quan chức năng nhằm có kết luận chính thức về vụ việc. Ngoài ra, thảo cầm viên Sài Gòn cũng nghi ngờ về việc bỏ đói những con hổ khiến chúng trở nên gầy còm, thiếu vệ sinh nơi động vật ở nên bốc mùi hôi thối, kể cả việc bị nghi ngờ mua lại chó thả rông để làm thức ăn cho sư tử.
Ở Vườn thú Đại Nam, con thú quan trọng của vườn bách thú là loài tê giác, tại đây có Khu dành cho tê giác rộng hàng trăm m2, có núi giả, hồ nước, bãi đất trống để chúng phơi mình lúc nắng ấm, phía trước trại là nơi "giao lưu" giữa tê giác và khách tham quan, có chứa sẵn cỏ để khách mời tê giác đến, chúng rất hiền, chỉ ăn cỏ và lá cây rồi dạo chơi xung quanh hồ nước, chúng không một lần nào giận dữ hay khó chị. Hai con tê giác (một đực, một cái) nhập về từ Nam Phi khi được 3 tuổi vào tháng 10 năm 2006. Ở châu Phi, khí hậu mùa hè rất nóng, đến mùa đông thì lạnh, còn ở Việt Nam khí hậu dễ chịu hơn nên tê giác thích hơn, chúng ăn nhiều lớn nhanh
.
Sau đó, tại khu du lịch Lạc cảnh Đại Nam Văn Hiến một con tê giác trắng Nam Phi chết trong vườn thú, sau khi con tê giác bị chết, công ty đã lấy mẫu xét nghiệm và thuê chuyên gia Mỹ tìm hiểu nguyên nhân. Hiện khu du lịch cũng đã thiêu thịt của con tê giác, xương và da sẽ được nghiên cứu để tái sử dụng. Công ty cũng đã tiến hành tách đàn tê giác để tiếp tục theo dõi, trong khu du lịch còn năm con tê giác trắng đều nhập về từ Nam Phi với giá 75.000 USD/con giá mua hai con tê giác quy thành tiền Việt khoảng 2,4 tỷ đồng.
Ở vườn thú Mỹ Quỳnh (Long An) là mô hình công viên giải trí du lịch sinh thái tổ chức nuôi dưỡng, trưng bày nhân giống các loài động thực vật trong nước và thế giới và được nuôi nhốt nhiều loài động vật trong đó có tê giác trắng miền Nam nhập từ châu Phi, ở đây thì tê giác trắng miền Nam được chăn nuôi cùng heo, gà, theo đó cả năm con tê giác được vườn thú Mỹ Quỳnh nuôi nhốt trong khuôn viên rộng khoảng 2 ha và thả cùng heo, gà, đây. Toàn bộ khu nuôi tê giác rộng khoảng 2 ha, xung quanh xây tường xi măng cao hơn 1 m, cổng chính đi vào mở rộng.
Tại nơi đây, có đến 5 cá thể tê giác nặng ước tính cả tấn đang ăn cỏ khô, vùng vẫy trong những vũng bùn cạn nước cùng bầy heo nhỏ và gà. Chuồng nuôi có 2 mái che nắng, hồ cỏ xây bằng xi măng, xung quanh chỉ lác đác mấy cây si cùng vài bụi tre mới trồng. Thức ăn của tê giác là cỏ khô sát nhuyễn trộn cùng cám hay ngũ cốc, theo quản lý vườn thú này thì trước đây, vườn thú Mỹ Quỳnh nuôi 19 cá thể tê giác, đến cuối tháng 12 đã chuyển đi 14 cá thể, lúc trước chúng rất hiền có thể trèo lên lưng cưỡi đi, nhưng từ khi chuyển 14 cá thể đi vì bị vây bắt nên chúng hoảng sợ, đề phòng với người lạ.